# Sundby Mors
 Denne artikel omhandler byen Sundby Mors. Der er også andre byer med dette navn, se Sundby.
Sundby er en lille by på det nordlige Mors i Limfjorden med 445 indbyggere  (2024), beliggende 14 kilometer syd for Thisted og 16 kilometer nord for Nykøbing.
Byen ligger i Region Nordjylland og hører til Morsø Kommune. Sundby er beliggende i Sundby Sogn.
Vilsundbroen ligger umiddelbart vest for Sundby.